# Ysyk-Köl (provins)

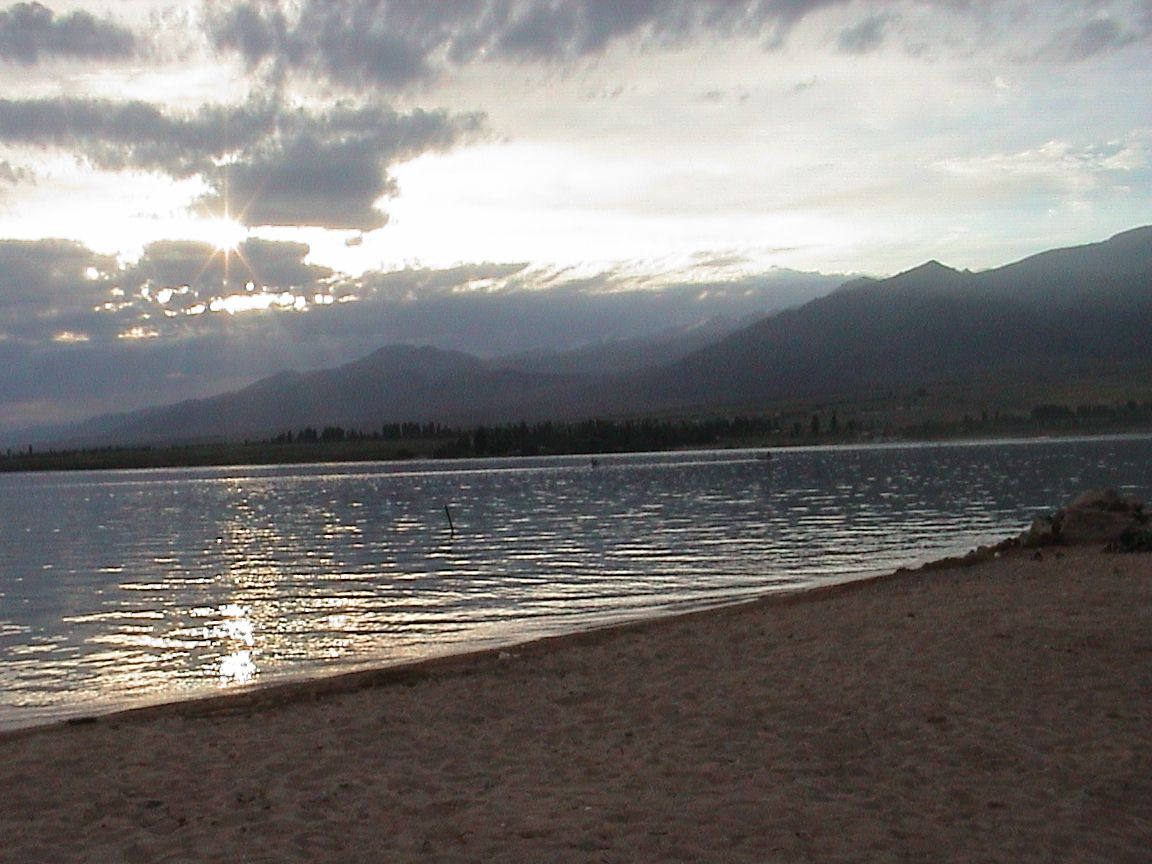
Sjön Ysyk-Köl.

Ysyk-Köl (kirgiziska: Ысык-Көл облусу) är en provins (oblast) i Kirgizistan, med staden Karakol som administrativt centrum. Provinsen är Kirgizistans näst största provins med en yta på 43 100 km². Provinsen har en befolkning på ungefär 437 200 invånare.
Provinsen gränsar till provinserna Tjüi i väster och Naryn i sydväst samt Kazakstan i norr och Kina i sydost.
Sjön Ysyk-Köl ligger i den norra delen av provinsen.

## Administrativ indelning
Provinsen Ysyk-Köl är indelad i fem distrikt.
| Distrikt  | Huvudort    |
| --------- | ----------- |
| Ak-Suu    | Ak-Suu      |
| Jeti-Ögüz | Kyzyl-Suu   |
| Tong      | Bökönbaev   |
| Tüp       | Tüp         |
| Ysyk-Köl  | Tjolpon-Ata |

Städerna Balyktjy och Karakol ingår inte i något distrikt utan administreras direkt under provinsen.